# 拉马卢尔
拉马卢尔（法語：La Malhoure，法語發音：[la maluʁ]）是法国阿摩尔滨海省的一个市镇，位于该省中东部，属于圣布里厄区。

## 地理
拉马卢尔（48°23'50"N, 2°29'40"W）面积5.02 平方千米，位于法国布列塔尼大區阿摩尔滨海省，该省份为法国西北部沿海省份，位于布列塔尼半岛北部，北濒大西洋英吉利海峡，西接菲尼斯泰尔省，南至莫尔比昂省，东临伊勒-维莱讷省。
与拉马卢尔接壤的市镇（或旧市镇、城区）包括：庞吉利、普莱内瑞贡、普莱唐、朗巴勒阿摩尔。

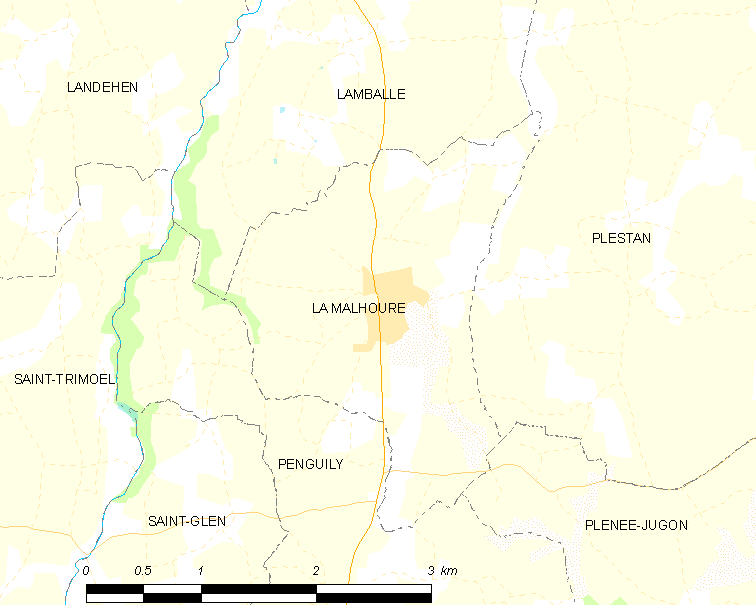
拉马卢尔的OSM定位图

拉马卢尔的时区为UTC+01:00、UTC+02:00（夏令时）。

## 行政
拉马卢尔的邮政编码为22640，INSEE市镇编码为22140。

## 政治
拉马卢尔所属的省级选区为朗巴勒阿摩尔县。

## 人口

1962-2008年间拉马卢尔人口变化图示

拉马卢尔于2022年1月1日时的人口数量为621人。